# Dwór w Przysiekach
Dwór w Przysiekach – zabytkowy murowany dwór, wybudowany w pierwszej połowie XIX w., wraz z parkiem, znajdujący się w miejscowości Przysieki.

## Opis
Dwór znajduje się południowej części wsi Przysieki niedaleko od przepływającej od strony południowej rzeki Ropy. Powstał w 1 połowie XIX w. w stylu klasycystycznym. To murowany parterowy budynek w kształcie prostokąta z werandą od strony zachodniej. Był położony w pięknym parku krajobrazowym z początku XIX w. Obecnie w otoczeniu dworu pozostał jego niewielki fragment z zachowanymi pojedynczymi okazami starodrzewu. 
Założenie dworskie (dwór z folwarkiem) powstało w okresie gdy właścicielami Przysiek byli Jabłonowscy i Stadniccy. W 1897 dwór nabyli Włodkowie. Ostatnim jego właścicielem przed jego nacjonalizacją była w latach 1926–45 Maria de Laveaux z synem Stefanem.
W połowie marca 1945 w znacjonalizowanym budynku dworskim otwarto dwuoddziałową filię szkoły w Trzcinicy. W 1951 roku placówkę przeniesiono do budynku poczty koło stacji kolejowej, ponieważ w zabudowaniach byłego dworu utworzono Państwowy Ośrodek Maszynowy, przekształcony w 1997 na Zakłady Metalowe. W latach 90. XX w. wydzielony dwór wraz z parkiem nabył właściciel prywatny.

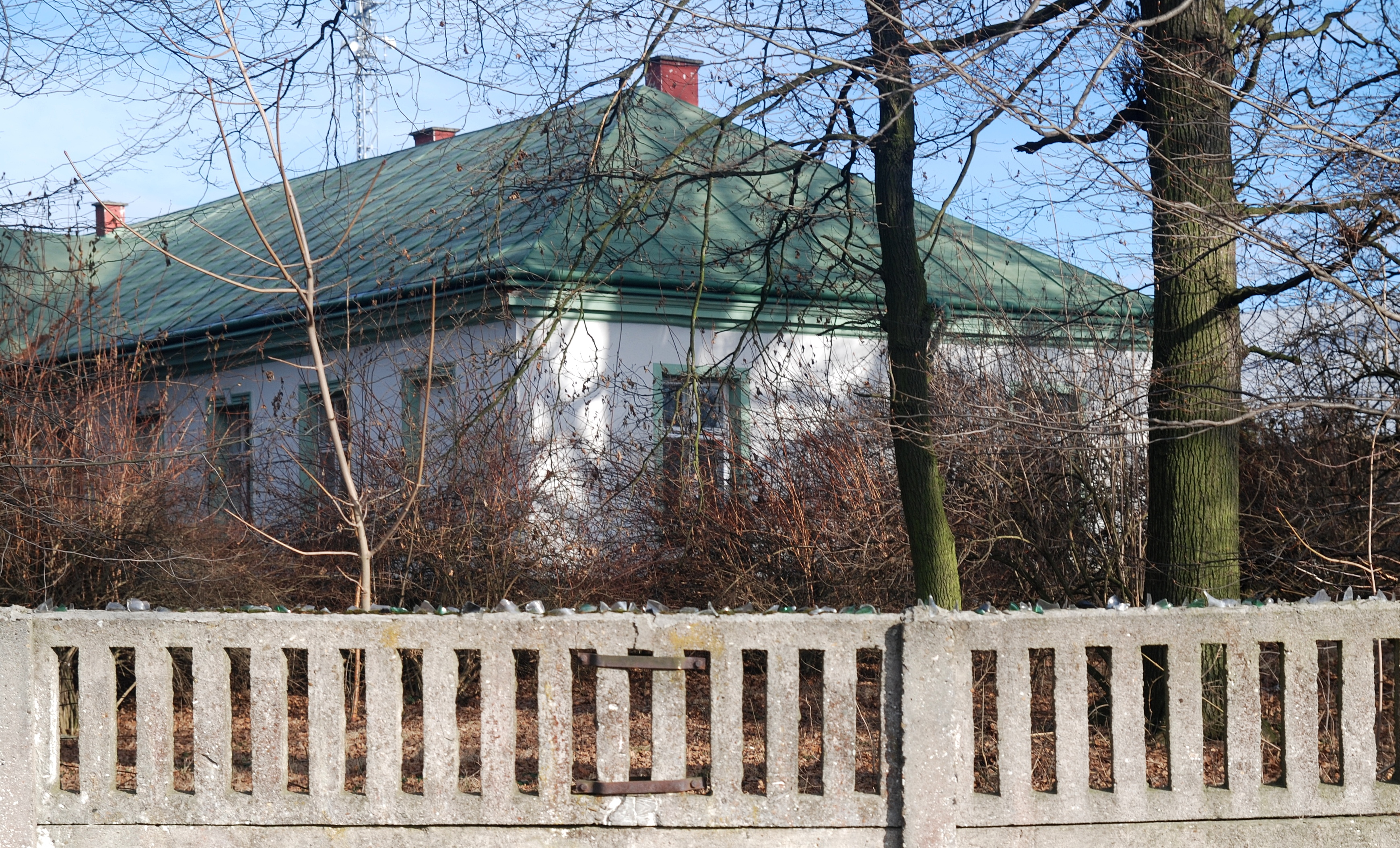
Ogrodzenie
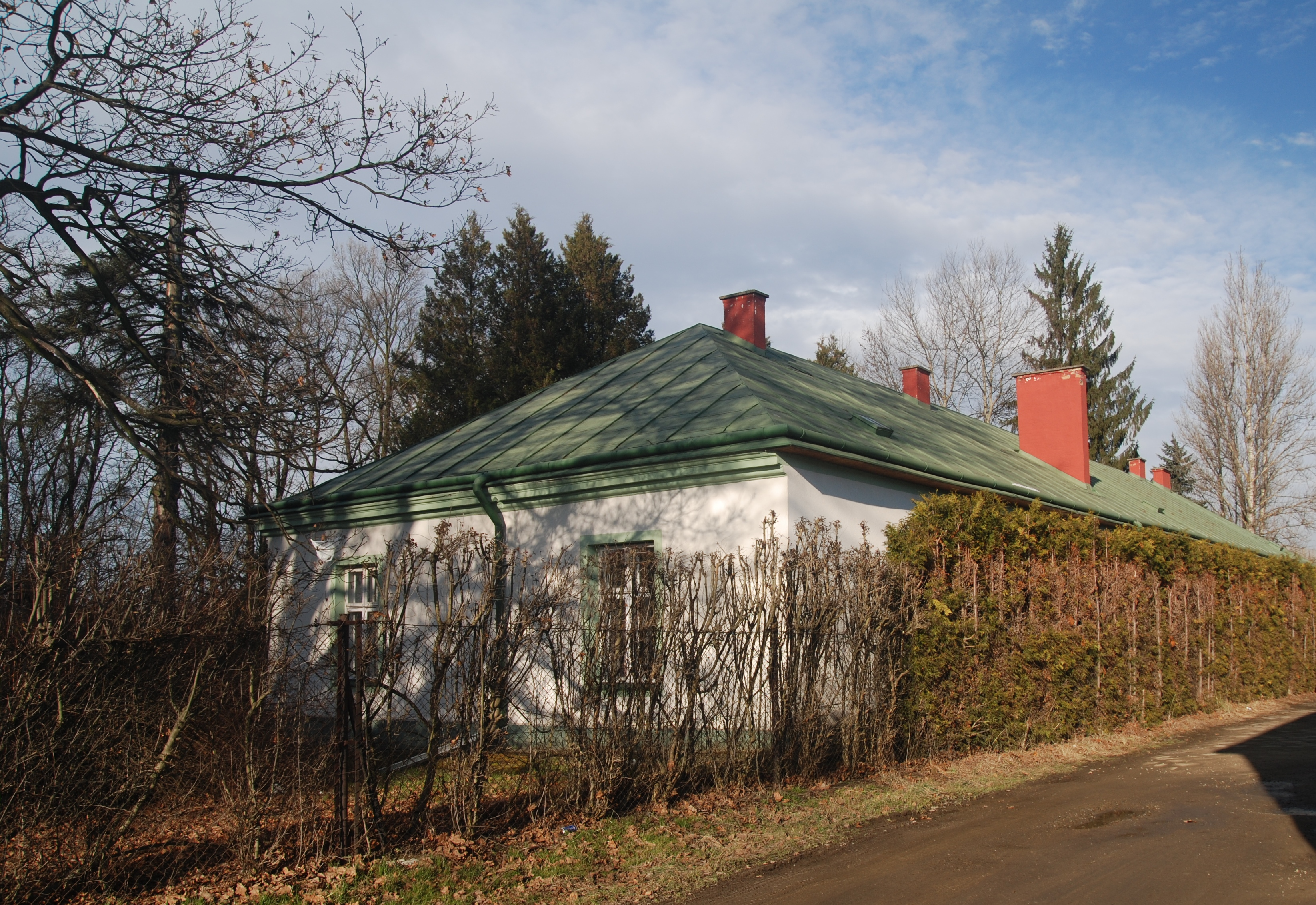
Elewacja południowo-wschodnia